# Дебра Даніель
Дебра Даніель (4 березня 1991) — мікронезійська плавчиня.
Учасниця Олімпійських Ігор 2008, 2012, 2016 років.